# The Witness (jeu vidéo, 2016)
Pour les articles homonymes, voir The Witness.
The Witness est un jeu vidéo indépendant 3D de puzzle conçu par Jonathan Blow, le créateur de Braid, développé et publié par Thekla, Inc. et sorti le 26 janvier 2016.
Inspiré par Myst, le jeu propose d'explorer une île remplie de structures naturelles et artificielles. Le joueur progresse en résolvant des puzzles basés sur des interactions avec des labyrinthes, représentés sur des panneaux, ou dissimulés dans l’environnement.
Annoncé en 2009, The Witness a eu un long développement. Jonathan Blow, le concepteur, a commencé à travailler sur le titre en 2008 peu après la sortie de Braid. Le succès commercial de Braid lui a permis d'engager une plus grande équipe de production sans céder son contrôle sur l'œuvre. Afin de créer le langage visuel du jeu, l'équipe a développé son propre moteur de jeu et engagé des artistes, architectes et paysagistes pour concevoir les structures sur l'île. Cela impliquait un processus de développement prolongé, et la sortie du jeu a été repoussée de 2013 à 2016. Blow désirait créer un jeu sur la communication non-verbale, et voulait que les joueurs apprennent par l'observation et ressentent des épiphanies en découvrant les solutions, les conduisant à un sentiment d'implication et d'accomplissement à chaque succès. Le jeu comporte plus de 650 puzzles, cependant le joueur n'a pas à tous les résoudre pour le finir.
Les versions prévues initialement sur PlayStation 3 et Xbox 360 ont été abandonnées alors que le moteur de jeu devenait plus demandeur, et l'équipe opta pour une sortie sur PC et PlayStation 4, suivie de portages sur d'autres plateformes. The Witness a été largement acclamé par la critique, qui louait les énigmes difficiles mais surmontables ainsi que la direction artistique et l'ambiance du titre. Durant sa première semaine de commercialisation, le jeu s'est écoulé à plus de 100 000 copies, soit autant que Braid en un an, recouvrant quasiment l'intégralité des coûts de développement.

## Système de jeu
The Witness est un jeu de puzzle et d'aventure à la première personne. Le joueur, incarnant un personnage anonyme, explore une île comportant de nombreuses formations naturelles et constructions. L'île est grossièrement divisée en onze régions, disposées autour d'une montagne qui représente l'objectif ultime du joueur. Les régions se distinguent notamment par leurs végétations, et les puzzles au sein d'une même région sont similaires (par exemple, les solutions d'une région impliquent toutes de la symétrie). On trouve aussi à travers l'île de grandes caisses jaunes abritant des lasers. Ceux-ci peuvent être activés une fois que les puzzles de la région concernée sont résolus. Les lasers projettent alors un rayon lumineux en direction du sommet de la montagne, indiquant qu'une partie du jeu a été complétée. Un certain nombre de lasers doivent être activés pour déverrouiller l'accès à l'intérieur de la montagne, et atteindre le but du jeu. Des puzzles supplémentaires peuvent être découverts si les onze lasers de l'île sont activés.
D'autres puzzles facultatifs sont éparpillés sur l'île. Un des groupes de puzzles, accessible après être entré dans la montagne et couramment appelé "The Challenge", est une épreuve en temps limité dans laquelle le joueur doit compléter une douzaine de puzzles générés procéduralement en sept minutes. La séquence est mise en musique avec la Danse d'Anitra et Dans l'antre du roi de la montagne d'Edvard Grieg. Le jeu comporte plus de 650 puzzles, qui selon Jonathan Blow, devraient demander au joueur moyen 80 heures pour les terminer. Blow pensait aussi que l'un de ces puzzles ne pourrait être résolu que par 1% des joueurs,.

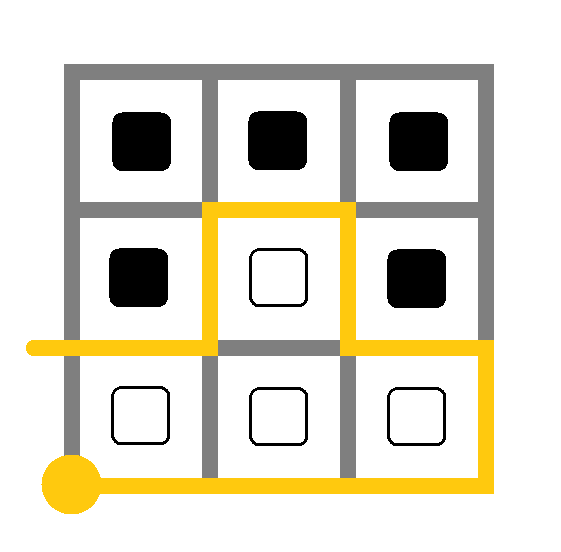
Un exemple de puzzle de The Witness, dans lequel le joueur doit tracer un chemin (ici en jaune) séparant les carrés noirs des carrés blancs. De nombreux puzzles comme celui-ci sont présents sur des panneaux, dispersés dans l'environnement du jeu.

Les puzzles de The Witness se résolvent tous par une même mécanique : en traçant un chemin sur une grille. Pour qu'un chemin soit une solution du puzzle, il doit respecter certaines règles, généralement assez simples. Par exemple, dans une grille comportant des carrés blancs et des carrés noirs, le chemin doit séparer les différents types de carrés. Les règles sont enseignés au joueur au travers du jeu, en le laissant résoudre les puzzles. Ainsi il n'y a aucun texte ou dialogue expliquant directement les règles d'un puzzle. Bien que les règles que doit respecter un chemin puissent différer considérablement à travers le jeu, il existe trois règles générales : les chemins commencent par un nœud (un gros point), se terminent à une extrémité arrondie d'un segment, et ne peuvent pas passer deux fois par un même point. Par conséquent, la plupart des puzzles du jeu peuvent être considérés comme des labyrinthes.
Le jeu comporte deux modes d'interaction. Le premier est un mode de marche, permettant au joueur de se déplacer et d'explorer l'île. Le second est un mode de tracé, que le joueur utilise pour résoudre les puzzles. Ce mode se distingue visuellement du premier par une bordure blanche autour de l'écran. En mode de tracé, le personnage est immobilisé et le joueur peut utiliser la souris pour tracer un chemin et résoudre le puzzle, au lieu de déplacer la caméra. Ce mode s'interrompt si le joueur résout le puzzle ou l'annule volontairement. Ce mode s'active quand le joueur clique sur un panneau face à lui, mais il peut également être activé à n'importe quel moment. La majorité des puzzles fournissent un retour immédiat, visuel ou sonore, quand ils sont résolus.
La plupart des puzzles sont facilement identifiables, placés sur des panneaux très reconnaissables et à hauteur des yeux. Parfois plusieurs panneaux sont regroupés, notamment lorsque le jeu doit enseigner une nouvelle règle au joueur. La majorité des panneaux sont connectés par des câbles d'alimentation ; résoudre un puzzle allume et débloque ainsi le panneau suivant. La complexité des puzzles augmente à mesure que le joueur s'approche du déverrouillage de la boîte jaune (tourelle) de la région (la taille de la grille peut augmenter, les règles peuvent être affinées ou de nouvelles règles peuvent être ajoutées). Bien que les puzzles au sein d'une même région doivent être résolus dans l'ordre, ce n'est pas le cas des régions elles-mêmes. Cela donne au jeu un sentiment de monde ouvert et permet à un joueur bloqué dans une région d'en visiter une autre.
Les règles d'un puzzle peuvent parfois dépendre non des éléments de la grille, mais de son environnement (par exemple, un arbre dont la structure des branches ressemble à la grille d'un puzzle proche). Il y a également un certain nombre de puzzles facultatifs dissimulés dans l'environnement, qui peuvent être résolus en activant spontanément le mode de tracé. Cependant, ces chemins sont généralement répartis sur plusieurs éléments de l'environnement et visibles dans leur ensemble uniquement depuis un certain point de vue, que le joueur doit trouver pour les résoudre.
Des enregistrements audio, parsemés à travers l'île, contiennent des citations éclairées, provenant entre autres de Buddha, B.F. Skinner, et William Kingdon Clifford,,, et lues par Ashley Johnson, Phil LaMarr, Matthew Waterson, et Terra Deva. Le joueur peut également découvrir une petite salle de projection, où l'on peut voir des extraits de la série Connections de l'historien James Burke ou encore la fin du film Nostalghia d'Andreï Tarkovski,. On peut aussi trouver plusieurs illusions d'optique reposant sur la perspective, par exemple deux statues humaines très éloignées, mais qui semblent se tenir par la main, vues depuis la bonne position et avec le bon angle.

## Développement

### Conception
Jonathan Blow commença à imaginer The Witness après la sortie de Braid. Voyant le succès du titre en 2008, Blow décida de prendre du temps pour expérimenter et prototyper de nouveaux concepts ludiques, en passant quelques mois sur chaque idée. Le concept qui forma la base de The Witness était un prototype que Blow lui-même considérait comme « très ambitieux et exigeant » (« very ambitious and challenging »). Il le considérait risqué car cela impliquait le développement d'un moteur de jeu 3D, et craignait un "retour à la case départ", c'est-à-dire sa vie avant Braid, s'il échouait. Malgré le défi, Blow persévéra dans cette idée car c'était son prototype le plus convaincant. Le développement commença fin 2008.
Le concept en lui-même est issu d'un précédent titre que Blow avait conçu mais jamais achevé. Selon l'auteur, dans ce titre inachevé il y avait un aspect secondaire du jeu avec un "moment magique" qui le rendait enthousiasmant. Le système de jeu de The Witness devait en extraire la quintessence et la placer au cœur du jeu et de son histoire. Blow comparait cet effet à un spoiler du jeu, et évita donc toute révélation sur cette mécanique ou d'autres aspects du jeu,. L'idée du labyrinthe sur un panneau venait d'un autre jeu que Blow avait imaginé vers, mettant en scène des magiciens et où le joueur devrait lancer des sorts via la reconnaissance des mouvements de souris, un concept populaire dans les jeux de l'époque, avec la possibilité de modifier l'effet des sorts par de subtiles modifications des gestes.
Un des objectifs de Blow était d'explorer des formes de communication non-verbales que permet le jeu vidéo, ce qui lui semblait importante pour étudier le jeu vidéo en tant qu'art. Le nom The Witness vient de l'idée centrale du jeu de rendre le joueur attentif à son environnement pour qu'il découvre le sens et la solution d'un puzzle sans information verbale, dans une approche similaire à celle de Myst. Blow prête une grande part du design de The Witness à Myst, qui lui a donné envie de devenir développeur de jeux. Un des aspects de Myst que Blow désirait corriger était la tendance à la "chasse au pixel" dans certains puzzles ; le joueur devait cliquer sur différentes parties de la machine sans en connaître l'effet ou la raison. Dans The Witness, Blow a créé un mécanisme unique pour tous les puzzles afin d'éviter cette confusion. Bien que l'interaction soit la même pour tous les labyrinthes, le langage symbolique des puzzles constitue le cœur du jeu. L'île a été divisée pour que toute l'information dont a besoin le joueur pour résoudre un puzzle soit dans sa région, et ainsi "limiter l'ambiguïté qui existait dans les jeux d'aventure". Chaque puzzle a été conçu avec une signification dans son contexte, et cherche à se démarquer de tous les autres puzzles du jeu,.
Le jeu repose aussi sur un équilibre entre résolution de puzzle et observation, laissant au joueur la liberté d'explorer le monde, dans une démarche non-linéaire. Deux des premiers puzzles impliquait « des indices dans les objets qui emplissaient ce monde », ce qui mena Blow à reconnaître le besoin de créer un univers pour soutenir ces puzzles. Cela créerait une dichotomie entre exploration et résolution de puzzles, ce qui "semblait très sensé" pour Blow. L'île est un monde ouvert, pour que les joueurs puissent laisser des puzzles sur lesquels ils seraient bloqués pour en essayer d'autres, évitant ainsi de punir le joueur qui n'arrive pas à résoudre un puzzle clé, un problème commun dans les autres jeux d'aventure selon Blow,. Il voulait que les puzzles soient clairement presentés en plein air et sans hareng rouge, dans la même démarche que Braid. L'exploration est encouragée au travers de la narration, notamment par les enregistrements audio que le joueur peut trouver sur l'île inhabitée ; Blow a essayé ainsi de créer un "sentiment de solitude dans un beau lieu". Comme ces enregistrements peuvent être trouvés dans n'importe quel ordre, Blow espérait que chaque joueur aurait une vision différente de la narration selon son approche du jeu. Initialement, ces enregistrements devaient être plus centrés sur l'histoire, mais Blow décida de les remplacer par des lectures plus obscures, à l'instar des textes de Braid, pour plutôt laisser la liberté d'interprétation au joueur. L'équipe de Blow a conçu la narration de sorte que les joueurs acquièrent une compréhension plus concrète de l'histoire en résolvant plus de puzzles.
De par la nature nébuleuse de l'histoire dans The Witness, Blow a conçu le jeu en évitant de simplement "récompenser le joueur" en le flattant ou en le forçant à réaliser une série d'actions fixes pour atteindre un objectif. Au lieu de ça, le jeu doit donner au joueur le choix d'explorer et d'apprendre, et d'arriver d'eux-mêmes à l'illumination pour résoudre les puzzles,. Blow voulait utiliser le plus petit nombre de "succès" requis par chaque console, les voyant comme de simple moyens de récompenser le joueur. Blow était également préoccupé par les autres messages pop-up qui pourraient apparaître sur console ou PC, comme il considérait que The Witness était un jeu "subtil" avec une ambiance calme dont les pop-up détourneraient l'attention du joueur.
Blow souhaitait que The Witness soit pour les joueurs "curieux et qui aiment être traités comme des personnes intelligentes". Il faisait très attention à ne pas "sur-didactiser" ("over-tutorializing") le jeu, relevant que quand une nouvelle idée est introduite, l'expliquer immédiatement pour éviter la confusion "élimine l'épiphanie et le plaisir de la découverte". Il considérait le jeu comme un "anti-Nintendo", en disant que « dans un jeu Nintendo, il y a un petit personnage qui vous répète des choses évidentes pendant des heures et des heures. » Il ajoute : « On va dans l'autre sens. C'est plutôt comme le premier Legend of Zelda, qui ne vous disait rien. » Blow a conçu les puzzles pour qu'ils soient "aussi simples qu'ils puissent l'être" tout en restant suffisamment exigeants pour que les joueurs aient « régulièrement de petites révélations ». Interrogé sur le fait que certains joueurs pourraient ne pas finir le jeu à cause de sa difficulté, Blow a répondu qu'il préférait faire un jeu que les joueurs aimant le défi puissent apprécier plutôt que « niveler vers le bas pour que plus de gens puissent avoir l'impression d'avoir tout compris. »

### Financement et développement
Le jeu est annoncé en août 2009. Son développement est retracé sur le blog de ses concepteurs. En septembre 2010, une version de travail est discrètement exposée à la Penny Arcade Expo. Le jeu est également présenté lors de la conférence de présentation de la PlayStation 4 en février 2013.

## Récompenses
| Année | Prix                                      | Catégorie                                             | Résultat   | Réf.   |
| ----- | ----------------------------------------- | ----------------------------------------------------- | ---------- | ------ |
| 2016  | Golden Joystick Awards 2016               | Best Original Game                                    | Nomination | ,      |
| 2016  | Golden Joystick Awards 2016               | Best Visual Design                                    | Nomination | ,      |
| 2016  | Golden Joystick Awards 2016               | Best Indie Game                                       | Nomination | ,      |
| 2016  | Golden Joystick Awards 2016               | Best Gaming Moment (Unlocking the secret of Psalm 46) | Nomination | ,      |
| 2016  | Golden Joystick Awards 2016               | Game of the Year                                      | Nomination | ,      |
| 2016  | Golden Joystick Awards 2016               | PlayStation Game of the Year                          | Nomination | ,      |
| 2016  | Global Game Awards 2016                   | Best Adventure                                        | Nomination | [ 36 ] |
| 2016  | Global Game Awards 2016                   | Best Indie                                            | Nomination | [ 36 ] |
| 2016  | Global Game Awards 2016                   | Best Open World                                       | Nomination | [ 36 ] |
| 2016  | Global Game Awards 2016                   | Best Original Game                                    | Nomination | [ 36 ] |
| 2016  | The Game Awards 2016                      | Best Independent Game                                 | Nomination | ,      |
| 2016  | Giant Bomb's 2016 Game of the Year Awards | Best Moment or Sequence                               | Lauréat    | [ 39 ] |
| 2016  | Giant Bomb's 2016 Game of the Year Awards | Best Game                                             | Nomination | [ 40 ] |
| 2016  | Game Developers Choice Awards             | Best Design                                           | Nomination | [ 41 ] |
| 2016  | Game Developers Choice Awards             | Innovation Award                                      | Nomination | [ 41 ] |
| 2016  | SXSW Gaming Awards 2017                   | Excellence in Design                                  | Nomination | [ 42 ] |
| 2016  | SXSW Gaming Awards 2017                   | Excellence in Art                                     | Nomination | [ 42 ] |
| 2016  | 13e British Academy Games Awards          | Game Design                                           | Nomination | [ 43 ] |
| 2016  | 13e British Academy Games Awards          | Game Innovation                                       | Nomination | [ 43 ] |
| 2016  | 13e British Academy Games Awards          | Best Debut                                            | Nomination | [ 43 ] |
| 2016  | 13e British Academy Games Awards          | Original Property                                     | Nomination | [ 43 ] |